# Lycianthes chiapensis
Lycianthes chiapensis är en potatisväxtart som först beskrevs av T. S. Brandegee, och fick sitt nu gällande namn av Standley. Lycianthes chiapensis ingår i Himmelsögonsläktet som ingår i familjen potatisväxter. Inga underarter finns listade i Catalogue of Life.